# Диффузия в кристалле
Диффузия — это обусловленный хаотическим тепловым движением перенос атомов, он может стать направленным под действием градиента концентрации или температуры. Диффундировать могут как собственные атомы решетки (самодиффузия или гомодиффузия), так и атомы других химических элементов, растворенных в полупроводнике (примесная или гетеродиффузия), а также точечные дефекты структуры кристалла — междоузельные атомы и вакансии.
Для создания в полупроводнике слоев с различным типом проводимости и p-n-переходов в настоящее время используются три метода введения примеси: термическая диффузия, нейтронно-трансмутационное легирование и ионная имплантация (ионное легирование). С уменьшением размеров элементов ИМС и толщин легируемых слоев второй метод стал преимущественным. Однако и диффузионный процесс не теряет своего значения, тем более, что при отжиге полупроводника после ионного легирования распределение примеси подчиняется общим законам диффузии.

## Основные характеристики диффузионных слоев
- поверхностное сопротивление, или поверхностная концентрация примеси;
- глубина залегания -перехода или легированного слоя;
- распределение примеси в легированном слое.

До настоящего времени нет достаточно полной общей теории, позволяющей сделать точный расчет этих характеристик. Существующие теории описывают реальные процессы либо для частных случаев и определенных условий проведения процесса, либо для создания диффузионных слоев при относительно низких концентрациях и достаточно больших глубинах введения примеси. Причиной этого является многообразие процессов, протекающих в твердом теле при диффузии, таких как взаимодействие атомов различных примесей друг с другом и с атомами полупроводника, механические напряжения и деформации в решетке кристалла, влияние окружающей среды и других условий проведения процесса.

## Механизмы диффузии примесей

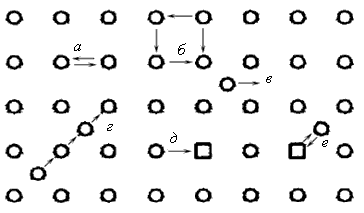
Схема возможных механизмов диффузии атомов в кристаллах

Основными механизмами перемещения атомов по кристаллу могут быть: прямой обмен атомов местами — а; кольцевой обмен — б; перемещение по междоузлиям — в; эстафетная диффузия (краудион) — г; перемещение по вакансиям — д; диссоциативное перемещение — е; миграция по протяженным дефектам (дислокациям, дефектам упаковки, границам зерен).
- Вакансионный механизм диффузии — заключается в миграции атомов по кристаллической решётке при помощи вакансий. В любом кристалле существуют вакансии — места в решетке без атомов (их иногда называют атомами пустоты). Атомы вокруг вакансии колеблются и, получив определенную энергию, один из этих атомов может перескочить на место вакансии и занять её место в решетке, в свою очередь оставив за собой вакансию. Так происходит перемещение по решетке атомов и вакансий, а значит и массоперенос. Энергия, необходимая для перемещения вакансии или атома по решетке, называется энергией активации.
- Межузельный механизм диффузии — заключается в переносе вещества межузельными атомами. Диффузия по такому механизму происходит интенсивно, если в кристалле по каким-то причинам присутствует большое количество межузельных атомов и они легко перемещаются по решетке. Такой механизм диффузии предполагается, например, для азота в алмазе.
- Прямой обмен атомов местами — заключается в том, что два соседних атома одним прыжком обмениваются местами в решетке кристалла.

В любом процессе диффузии, как правило, имеют место все перечисленные механизмы движения атомов. При гетеродиффузии, по крайней мере, один из атомов является примесным. Однако вероятность протекания этих процессов в кристалле различна. Прямой обмен атомов требует очень большого искажения решетки в этом месте и связанной с ним концентрации энергии в малой области. Поэтому данный процесс оказывается маловероятным, как и кольцевой обмен.

## Зависимость диффузии от условий
- Температура. В одном и том же кристалле при различных условиях и для различных атомов диффузия может происходить по различным механизмам с различными энергиями активации. Диффузия может быть сложным, многоступенчатым процессом, каждый из которых имеет свою температурную зависимость.
- Давление. Увеличение температуры всегда ускоряет диффузию, а давление оказывает более сложное влияние. Оно зависит от механизма диффузии. Если диффузия происходит по вакансионному механизму, то увеличение давления уменьшает содержание вакансий. Происходит это потому, что увеличение содержания вакансий увеличивает объём кристалла, давление стремится уменьшить объём кристалла и поэтому понижает содержание вакансий, соответственно уменьшая скорость диффузии. Если диффузия происходит по межузельному механизму, то с одной стороны увеличение давления повышает содержание межузельных атомов, с другой же стороны, атомы в кристалле сближаются и перемещение между узлами затрудняется.